# Anastrepha mburucuyae
Anastrepha mburucuyae är en tvåvingeart som beskrevs av Blanchard 1961. Anastrepha mburucuyae ingår i släktet Anastrepha och familjen borrflugor. Inga underarter finns listade i Catalogue of Life.